# Хребет Г'юз
Хребет Г'юз — це високий масивний гірський хребет в Антарктиді, який включає шість визначних вершин, з яких гора Каплан (2230 м) — найвища. Хребет розташований на схід від льодовика Каньйон у на хребті Королеви Мод і простягається на 72 км: від злиття льодовиків Брандау та Келті на півдні, до льодовикового підніжжя Джовінко на півночі.
Відкритий та сфотографований контрадміралом Бердом під час початкового польоту 18 листопада 1929 року та названий Консультативним комітетом з питань антарктичних назв, за рекомендацією Берда, на честь Чарльза Еванса Г'юза, державного секретаря США, головного судді Верховного суду США та наставника Берда. 84°30′ пд. ш. 175°30′ сх. д. / 84.500° пд. ш. 175.500° сх. д.

## Основні гори
- Гора Каплан
- Гора Вотермен (84°27′ пд. ш. 175°25′ сх. д. / 84.450° пд. ш. 175.417° сх. д.) — масивна гора, 3880 м, розташована за 5 км на північний схід від гори Векслер. Гору було відкрито та сфотографовано контраадміралом Бердом під час початкового польоту 18 листопада 1929 року та досліджено Альбером Крері[en] у 1957—1958 роках. Названа Крері на честь Алана Тавер Вотермена[en], директора Національного наукового фонду, який безпосередньо підтримував антарктичні програми США під час та після програми Міжнародного геофізичного року 1957—1958 років.
- Гора Векслер (84°30′ пд. ш. 175°01′ сх. д. / 84.500° пд. ш. 175.017° сх. д.) — велика вільна від льоду гора, 4025 м, розташована за 5 км на північ-північний захід від гори Каплан, найвища вершина хребта Г'юз. Відкрив та сфотографував Берд під час польоту 18 листопада 1929 р. Названа Крері на честь Гаррі Векслера[en], наукового керівника антарктичної програми США під час програми Міжнародного геофізичного року 1957—1958 років.

## Особливості
Географічні особливості включають: 
- Гора Вотермен
- Скелі Кемпбел
- Льодовик Каньйон
- Льодовик Ґуд
- Столова гора Гайнес
- Плато Лейн
- Міллінгтон (льодовик)[en]
- Гора Бреннан
- Гора Бронк
- Гора Картрайт
- Гора Каплан
- Гора Одішов
- Пейн (фірн)[en]
- Льодовик Перез
- Шанклін (льодовик)[en]